# (7445) Trajanus
(7445) Trajanus es un asteroide perteneciente a asteroides que cruzan la órbita de Marte descubierto el 24 de septiembre de 1960 por Cornelis Johannes van Houten en conjunto a su esposa también astrónoma Ingrid van Houten-Groeneveld y el astrónomo Tom Gehrels desde el Observatorio del Monte Palomar, Estados Unidos.

## Designación y nombre
Designado provisionalmente como 4116 P-L. Fue nombrado Trajanus en homenaje al emperador romano Marco Ulpius Trajano. Adoptado por el emperador Nerva, se convirtió en su sucesor en 98. Extendió el imperio romano a Mesopotamia, Asiria y Armenia. En su tiempo, el imperio romano tuvo su mayor expansión. La columna de Trajano en el Foro contiene sus cenizas en una urna de oro.

## Características orbitales
Trajanus está situado a una distancia media del Sol de 2,197 ua, pudiendo alejarse hasta 2,731 ua y acercarse hasta 1,662 ua. Su excentricidad es 0,243 y la inclinación orbital 1,185 grados. Emplea 1189,67 días en completar una órbita alrededor del Sol.

## Características físicas
La magnitud absoluta de Trajanus es 14,8.